# Pohutu
Pohutu er en gejser, der ligger i byen Rotorua på nordøen af New Zealand. Den ligger helt præcist i maoribyen Whakaerwaerwa, hvor der også findes mange andre varme kilder. Hele undergrunden i området indeholder kogende vand- og mudderkilder. 
Det er den mest berømte gejser i New Zealand blandt den lokale befolkning. Den går i udbrud omkring 10-25 gange om dagen. Det sker med ca. 20-50 minutters mellemrum. Den afgår hver gang med skiftevis ca. 20 meter varm damp, der står ud til alle sider.  En halv til en hel meter kogende vand op i luften, og dette vedbliver i ca. 10 minutter.
38°09′49″S 176°15′15″Ø / 38.16351°S 176.25408°Ø